# Dominik Ludwiczak
Dominik Ludwiczak (ur. 18 lipca 1939 w Mirosławkach, zm. 16 listopada 2015 w Poznaniu) – polski działacz polskiego ruchu ludowego, prezes Naczelnego Komitetu ZSL od 11 września do 26 listopada 1989 (do rozwiązania partii), poseł na Sejm PRL IX kadencji w latach 1985–1989.

## Życiorys
Urodził się w rodzinie chłopskiej, będąc synem Antoniego i Zofii. Ukończył Zasadniczą Szkołę Zawodową, a następnie uczył się zaocznie w Technikum Rolniczym, uzyskując wykształcenie średnie. Jako rolnik indywidualny prowadził gospodarstwo ze specjalizacją trzody chlewnej w Trzebawiu. Od 1955 do 1960 należał do Związku Młodzieży Wiejskiej, gdzie był prezesem koła. W 1971 wstąpił do Zjednoczonego Stronnictwa Ludowego. Od 1974 zasiadał w Wojewódzkim Komitecie tej partii w Poznaniu. W latach 1976–1982 pełnił funkcję prezesa koła ZSL w Trzebawiu. Od 1977 był także prezesem Miejsko-Gminnego Komitetu partii w Stęszewie. W listopadzie 1980 zasiadł w prezydium WK, a w następnym miesiącu w Naczelnym Komitecie ZSL. Od 1980 do 1981 był także członkiem „Solidarności” Rolników Indywidualnych. W latach 1983–1987 zasiadał w Radzie Krajowej Patriotycznego Ruchu Odrodzenia Narodowego, był też członkiem jego Rady Wojewódzkiej. Zasiadał też w Radzie Społecznej przy „Zielonym Sztandarze”. W 1985 został posłem na Sejm PRL z okręgu Poznań Grunwald, zasiadał w Komisji Rolnictwa, Leśnictwa i Gospodarki Żywnościowej, a także w Komisji Nadzwyczajnej rozpatrzenia projektu Ordynacji Wyborczej do Sejmu oraz Ordynacji Wyborczej do Senatu. Nie uzyskał reelekcji, kandydując z listy krajowej. Od września do listopada 1989 pełnił funkcję prezesa ZSL, po czym przekształciło się ono w Polskie Stronnictwo Ludowe „Odrodzenie” (był jego członkiem), które w maju 1990 współtworzyło PSL. Dominik Ludwiczak od 1992 do 2004 był członkiem Rady Naczelnej PSL, w tym w latach 1992–1996 i 1997–2000 jej wiceprzewodniczącym. W 1995 został przewodniczącym Rady Nadzorczej Wojewódzkiego Funduszu Ochrony Środowiska w Poznaniu. Od 1998 do 2002 był wiceszefem klubu radnych PSL w sejmiku województwa wielkopolskiego, a od 2001 także wiceprzewodniczącym sejmiku (w 2002 nie kandydował ponownie w wyborach). W 2011 był członkiem honorowego komitetu ds. obchodów jubileuszu 80 lat „Zielonego Sztandaru”. Zmarł 16 listopada 2015. Pochowany na cmentarzu parafialnym w Łodzi (gm. Stęszew).
Odznaczony Brązowym i Złotym Krzyżem Zasługi, Medalem 40-lecia Polski Ludowej oraz Krzyżem Kawalerskim i Komandorskim Orderu Odrodzenia Polski (1999). Otrzymał także Medal „Za zasługi dla Ruchu Ludowego” im. Wincentego Witosa. Honorowy Obywatel Miasta i Gminy Zagórów.